# Centuripe
Centuripe est une commune italienne de la province d'Enna dans la région Sicile en Italie.

## Histoire
Les Sicules s'installent sur cette colline près de l’Etna. La cité subit les influences de ses voisins grecs siciliens qui deviennent dominantes à l’époque hellénistique puis est romanisé. Les archéologues ont mis au jour des vestiges d'habitations, des thermes et des nécropoles.
Provenant de Centuripe, le musée de Syracuse conserve des bel un autel de terre cuite de la fin du VIe siècle représentant un lion dévorant un veau et portraits d’Auguste et de princes julio-Claudiens. On a également retrouvé des dépôts votifs sicules, des céramiques hellénistiques polychromes et des tanagras de terre cuite de la même époque, figurant Aphrodite, les Amours, les Muses, des satyres, des danseuses…
Pillée par Verres, célébrée par Cicéron, elle fut ruinée par Frédéric II au XIIIe siècle.

## Administration
| Période                                  | Période | Identité | Étiquette | Qualité |
| ---------------------------------------- | ------- | -------- | --------- | ------- |
|                                          |         |          |           |         |
| Les données manquantes sont à compléter. |         |          |           |         |

### Communes limitrophes
Adrano, Biancavilla, Bronte, Castel di Judica, Catenanuova, Paternò, Randazzo, Regalbuto

## Culture et patrimoine
Dans la ville de Centuripe se trouve le musée archéologique régional de Centuripe qui contient la plus grande collection de trouvailles romaines du centre de la Sicile et d'importantes et rares statues des empereurs Hadrien et Octave Auguste.